# یواس‌اس شلتون (دی‌ئی-۴۰۷)
یواس‌اس شلتون (دی‌ئی-۴۰۷) (به انگلیسی: USS Shelton (DE-407)) یک زیردریایی بود که طول آن ۳۰۶ فوت (۹۳ متر) بود. این زیردریایی در سال ۱۹۴۳ ساخته شد.